# Philip Jennings (clérigo)

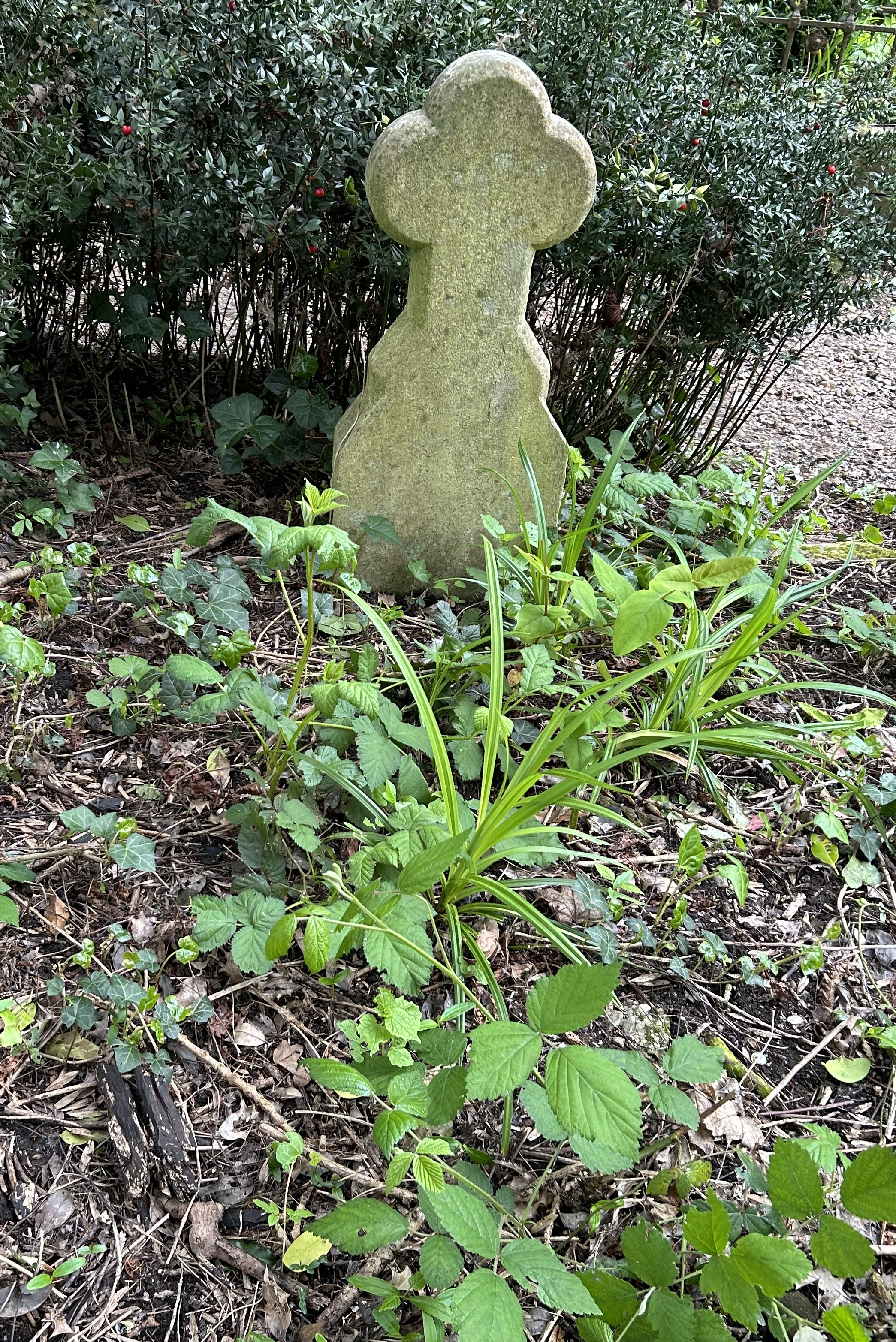
Túmulo de Philip Jennings

Philip Jennings (Wantage, 3 de novembro de 1783 - Coston, Norfolk, 20 de dezembro de 1849) foi arquidiácono de Norfolk de 13 de agosto de 1847 até à sua morte.
Jennings foi educado no Worcester College, Oxford, matriculando-se em 1802 e graduando-se em BA em 1806 e MA em 1809. Ele foi por muitos anos o Ministro da Capela de Santiago, Marylebone. Em 1847 ele tornou-se Reitor de Coston.